# Мужчине живётся трудно. Фильм 48: Алый цветок Торадзиро
«Мужчине живётся трудно. Фильм 48: Алый цветок Торадзиро» (яп. 男はつらいよ　寅次郎　紅の花, Отоко-ва цурай ё: торадзиро курэнай-но хана; англ. Tora-san to the Rescue (Tora-san 48) — японская комедия режиссёра Ёдзи Ямады, вышедшая на экраны в 1995 году. Заключительный 48-й фильм популярного в Японии киносериала о комичных злоключениях незадачливого простака Торадзиро Курума, или по-простому Тора-сана. Сериал мог бы продолжаться и далее, если бы не безвременная кончина исполнителя главной роли, популярного актёра Киёси Ацуми. Спустя чуть более полугода после премьеры фильма Ацуми умер после продолжительной болезни от рака лёгкого. Один из самых популярных героев японского кино был похоронен вместе с ним. Для миллионов японцев смерть актёра, а равно и полюбившегося им героя была равнозначна тому, что как бы член семьи ушёл от них. К началу съёмок этой серии болезнь мучила актёра уже несколько лет, и на экране это заметно. Во многом по этой причине главный герой здесь появляется на экране лишь изредка, по сути передав эстафету молодому поколению, ибо больше времени мы наблюдаем за Мицуо, племянником Тора-сана. В этой серии зритель вновь видит героиню Лили, одну из многочисленных подруг главного героя. Из всех его возлюбленных, лишь героине актрисы Рурико Асаока выпала такая честь появиться на экране четырежды (до этого в сериях: «Мужчине живётся трудно. Фильм 11: Незабудка Торадзиро», «Мужчине живётся трудно. Фильм 15: Зонтик Торадзиро» и «Мужчине живётся трудно. Фильм 25: Торадзиро — цветок гибискуса»). По результатам проката фильм посмотрели 1 млн. 700 тыс. японских зрителей.

## Сюжет
Семья Тора-сана собралась у телевизора, задаваясь вопросом, куда же пропал их вечно странствующий торговец вразнос? И вот они видят его на экране! В Кобе произошло землетрясение и отважный Тора-сан вызвался быть спасателем. Позднее его ждёт другой вид спасательной операции, когда его племянник Мицуо, потрясённый своей невестой Идзуми, объявившей ему о своей помолвке с кем-то ещё, появляется на её свадьбе, разрушает её, после чего убегает на южный остров Амамиосима. Здесь он встречает певицу Лили. Она не узнаёт его, ведь когда она видела парня в последний раз — он был ещё маленьким мальчиком. Лили приводит Мицуо к себе домой, где, как выясняется, уже поселился Тора-сан. Дядя усердно пытается примирить влюблённого Мицуо с его невестой Идзуми. И вскоре ему это удаётся.

## В ролях
- Киёси Ацуми — Торадзиро Курума (или Тора-сан)
- Тиэко Байсё — Сакура, сестра Торадзиро
- Рурико Асаока — Лили
- Хидэтака Ёсиока — Мицуо Сува, сын Сакуры и Хироси, племянник Тора-сана
- Кумико Гото — Идзуми Ойкава, возлюбленная Мицуо
- Мари Нацуки — Рэйко, мать Идзуми
- Куниэ Танака — паромщик
- Масами Симодзё — Тацудзо Курума, дядя Тора-сана
- Тиэко Мисаки — Цунэ Курума, тётя Тора-сана
- Гин Маэда — Хироси, муж Сакуры
- Хисао Дадзай — Умэтаро, босс Хироси
- Норико Сэнгоку — мать Лили

## Премьеры
- — национальная премьера фильма состоялась 23 декабря 1995 года в Токио[1].
- — премьера в Сингапуре прошла 20 сентября 1998 года в рамках Фестиваля японского кино[4].
- — в рамках Фестиваля японского кино впервые был показан в Гонконге 7 августа 2005 года[4].

## Награды и номинации
Nikkan Sports Film Awards
- 9-я церемония вручения премии (1996)[5]

- премия лучшей актрисе — Рурико Асаока.